# フェンシング
フェンシング（英: fencing）は、フランスで発祥した剣を用いるスポーツ競技である。二人の選手が向かい合って立ち、片手に持った剣で互いの体を突いて勝敗を決める。攻撃（剣で相手の体に触れる）を成功させるとポイントとなり、規定のポイントを先取した選手が勝利する。
「フルーレ」「エペ」「サーブル」の三種目があり、使用する剣・ルールがそれぞれ異なる。フランスで発達した剣術が原型で、用語にはフランス語が多い。

## 歴史
フェンシングの原形は、中世の騎士たちによる剣術にあるとされている。これらは実戦的な剣術であったが、鎧や盾などの防具、そして火器の発達によって剣（特に長い剣）が戦場で使われることは少なくなっていった。しかし、剣という武器は騎士の名誉の象徴であり、戦場で役に立たなくなってもフランスの上流階級は剣術を嗜み続け、19世紀の末にはフランス各地で盛んに競技として行われるようになっていった。
国や地方によってルールがばらばらであったため、競技のルールを統一するために、1911年、国際フェンシング連盟（FIE）がパリに設立され、スポーツとしての近代フェンシングが始まった。

## 試合

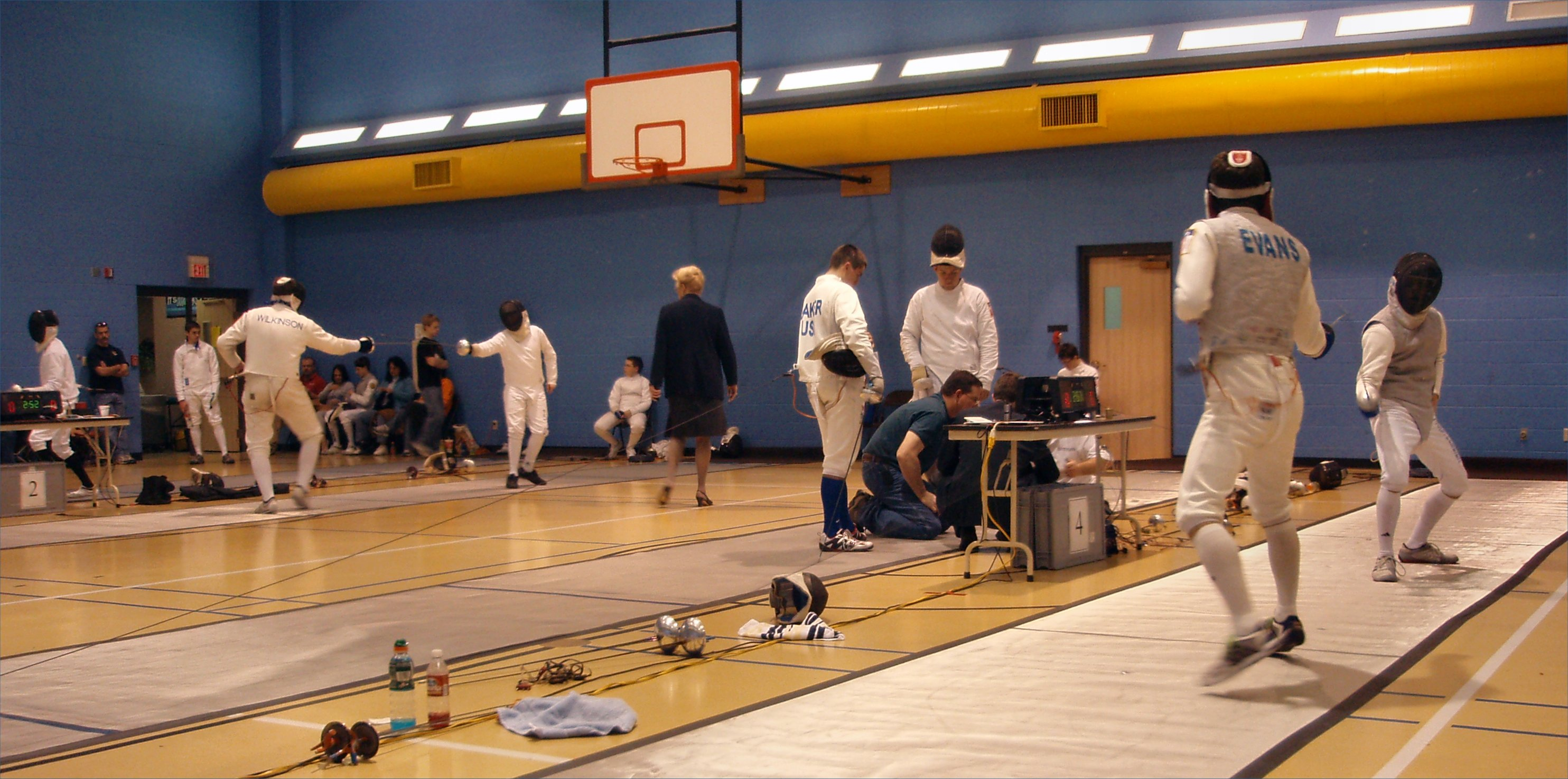
ピストの上の選手

試合はピストと呼ばれる細長い台の上で行われる。現代のフェンシングでは、ピストは幅1.5mから2m、長さ14mである。両選手はピスト中央に4mの距離をおいて構え（アンガルド）の姿勢から試合を開始する。
2人の出場選手がピスト（フェンシングの試合場）に入り、主審が剣と服装を検査する。「ラッサンブレ、サリュエ（Rassemblez ! Saluez !）」（気をつけ、礼）の合図で試合前の敬礼をする。「アン・ガルド（En garde !）」（構え）の合図でマスクを着用し、スタートラインに前に出す足の爪先を付けて構える。
主審が「エト・ヴ・プレ（Êtes-vous prêts ?）」または「プレッ（Prêts ?）」（用意はいいか？）と確認し、選手は「ウィ（Oui.）」（よし）または「ノン（Non.）」（まだ）で答える。両者が「ウィ」となったのを確認後、主審による「アレ（Allez !）」（始め）の合図で試合が開始される。
勝敗の決着がついたら、再度「ラッサンブレ、サリュエ」の合図で試合終了の敬礼をし、対戦相手と握手を交わす。その後ピストから退出する。

## 3つの種目
フェンシングではフルーレ、エペ、サーブルの3種の武器があり、これらがそのまま種目名となっている。
これらの武器は19世紀末に標準となったものである。また、伝統的な教育の場では、大杖やレイピア、ダガー、ブロードソード、ツーハンデッドソード、ソードブレイカー、マン・ゴーシュといった歴史的なフェンシングの武器についても学ぶことがある。西洋剣術、サバットとも関連がある。

### フルーレ
突きのみが有効で攻撃権（後述）がある。フルーレにはフェンシングの基本技術が集約されているため、初心者は最初にフルーレを教えられることが多かった。また過去においてフルーレは女性が行う唯一の種目であり、剣が軽いため子供が扱うことも容易であった。今日ではフルーレ以外の武器から始めることも多い。
フルーレはレイピアを軽量化したスモールソード用の練習剣に由来する。断面が四角でしなやかなブレード（剣針）をもつ軽い剣である。今日では電気剣が使用されており、最低5.00N（おおよそ0.510kgf）以上の力が剣先に加わることで打突が判定される。

#### 有効面

現在のフルーレの有効面

フルーレでの突きの有効面は、頭部と四肢を除いた胴体の両面である。これはフェンシングの練習に制限のある防具を使用していた頃の名残である。
- 当時は顔面を突くことは危険であったため、頭部は有効面からは除外されていた。その後有効面はさらに限定されることになり、命が存在すると考えられる胴体のみが有効面となった。
- 当時男子はキュロットパンツをはいていたため、臀部を除く胴体両面が有効面であり、女子は多数のひだを持つ足首までのスカートをはいていたため、腰から上の胴体両面が有効面であった。
- 男女ともにキュロットパンツをはくことになり、男女のフルーレ有効面は一致した。

### エペ
エペは、伝統的なフェンシングで用いられていた決闘用の武器に最も近い剣である。フルーレと対照的に重量があり、断面が三角形で曲がりにくく長いブレードと大きくて丸いお椀型の鍔（ガルト）を持つ。電気剣での突きが有効となるには7.50Nの力が剣先に加わらなければならない。伝統的なフェンシングでは相手の上着を確実に捉えることができるように、剣先（ポアン）に三つ又の部品を取り付けることもあった。現在では剣身に二本の電線を埋め込み、フルーレより大きめの電気スイッチである剣先（ポアン）が必須である。同時突き（相打ち）が有効であり、攻撃権の概念も存在しない。さらに後述のように有効面が広いため、エペの試合は極端に防御的で慎重なものになる傾向がある。

#### 有効面

エペの有効面

全身と剣の内側の非絶縁部分が有効面である。大きい鍔をもつのは、剣を持つ手も体の他の部分と同様に有効面とみなされるため、敵の攻撃を防ぎやすくする意味がある。

### サーブル
サーブルでは突きだけでなく斬りも有効となる。攻撃権がある。北部イタリアの決闘用サーベル術に由来し、長らく伝統的に男子のみの種目であったが、近年は女子も行われるようになり、オリンピックでは2004年から女子サーブルが正式種目となった。今日では電気審判機が用いられ、相手の有効面（頭部、胴体、腕）を剣先か剣身で触れることで通電し攻撃有効が判定される。

#### 有効面

現在のサーブルの有効面

サーブルの有効面は腰より上の上半身全てである。
- 相手の足への攻撃は防御側が足を後ろに滑らせることで避けることができる。このとき、攻撃者の頭部や腕部は剥き出しになっているため、防御側の高いラインの攻撃のほうが攻撃者の低いラインの攻撃よりも先に達する（足を滑らせる古典的な例が、1790年にヘンリー・アンジェロ（英語版）が著した「Hungarian and Highland Broadsword」に記載されている）。
- 非電気サーブルまでは両腕の指先までが有効面であった。センサー式電気審判器導入によって利き手の甲・非利き手の手首まで、非センサー式電気審判機導入によって両手首までが有効面となった。

## 防具
現代のフェンシングで用いられる防具は丈夫な綿かナイロンあるいはケブラーで出来ている。以下のようなものが防具に含まれる。
- 足の付け根までを覆い、足の間を通すストラップがついた、体にフィットするジャケット
- 有効面をカバーするジャケットの上に着用する金属糸を織り込んである素材を使用したラメ（フルーレ・サーブルのみ使用）
- ジャケットの下に着用し、横からの剣の衝撃を二重に保護するハーフジャケット（プラストロン、日本ではプロテクターということが多い）
- 手および、腕部を保護するグローブ
- みぞおちから膝下丈のズボン（ニッカーズ ジャケットと共に腹部二重に防護する）
- 膝までを覆うソックス
- 喉元を保護するバベット（垂れ）のついたマスク

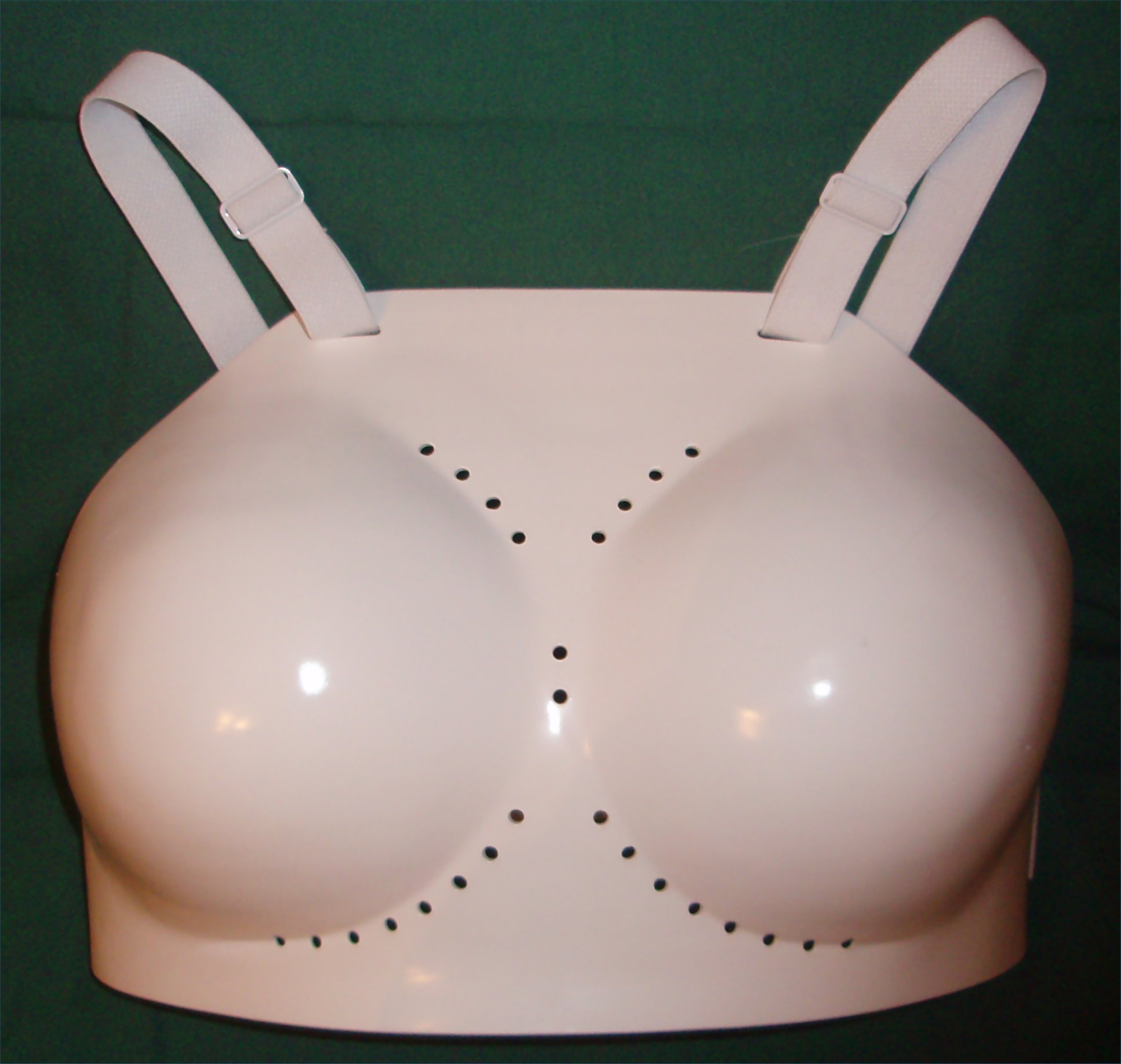
胸部プロテクター（女子用）
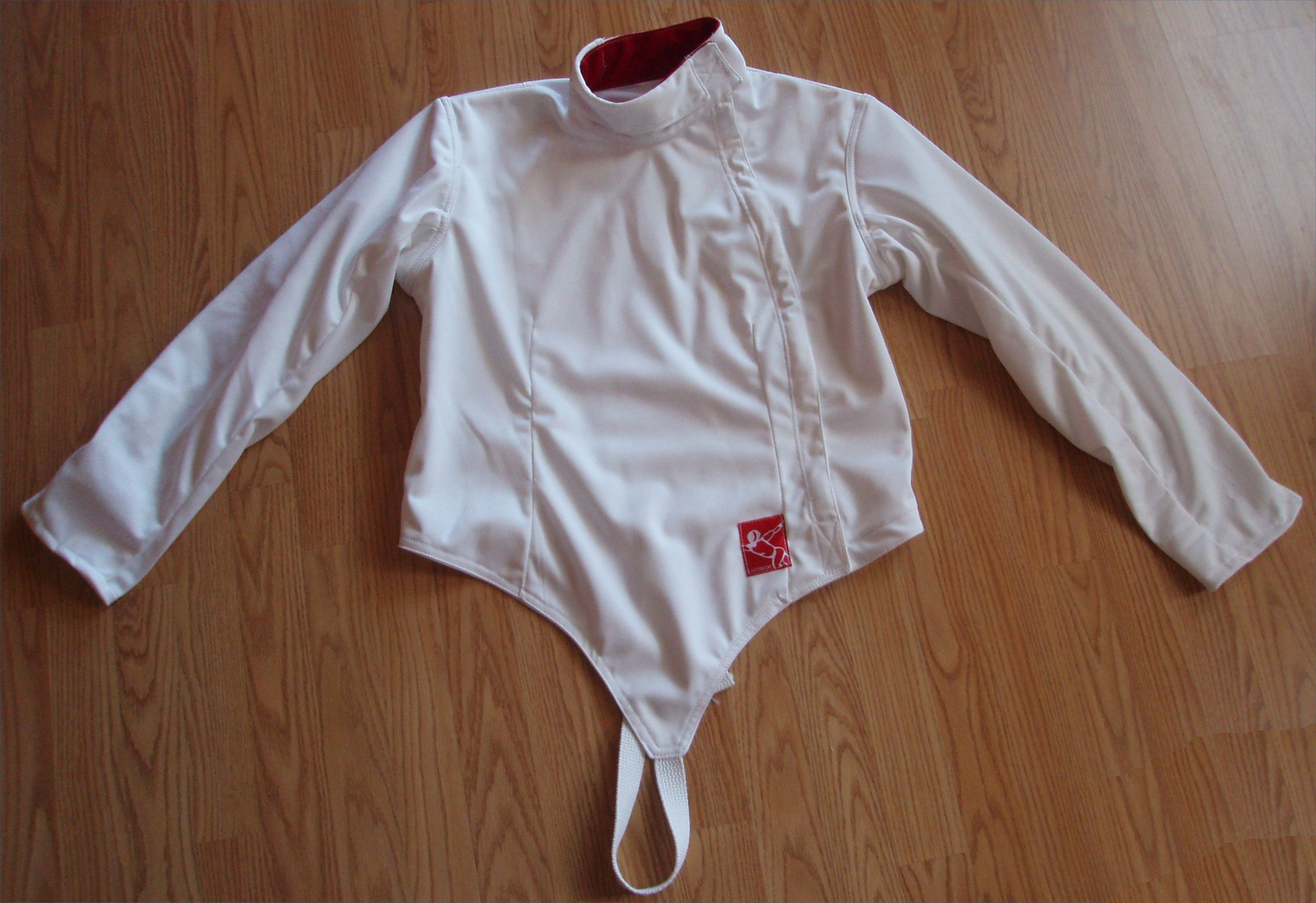
ジャケット
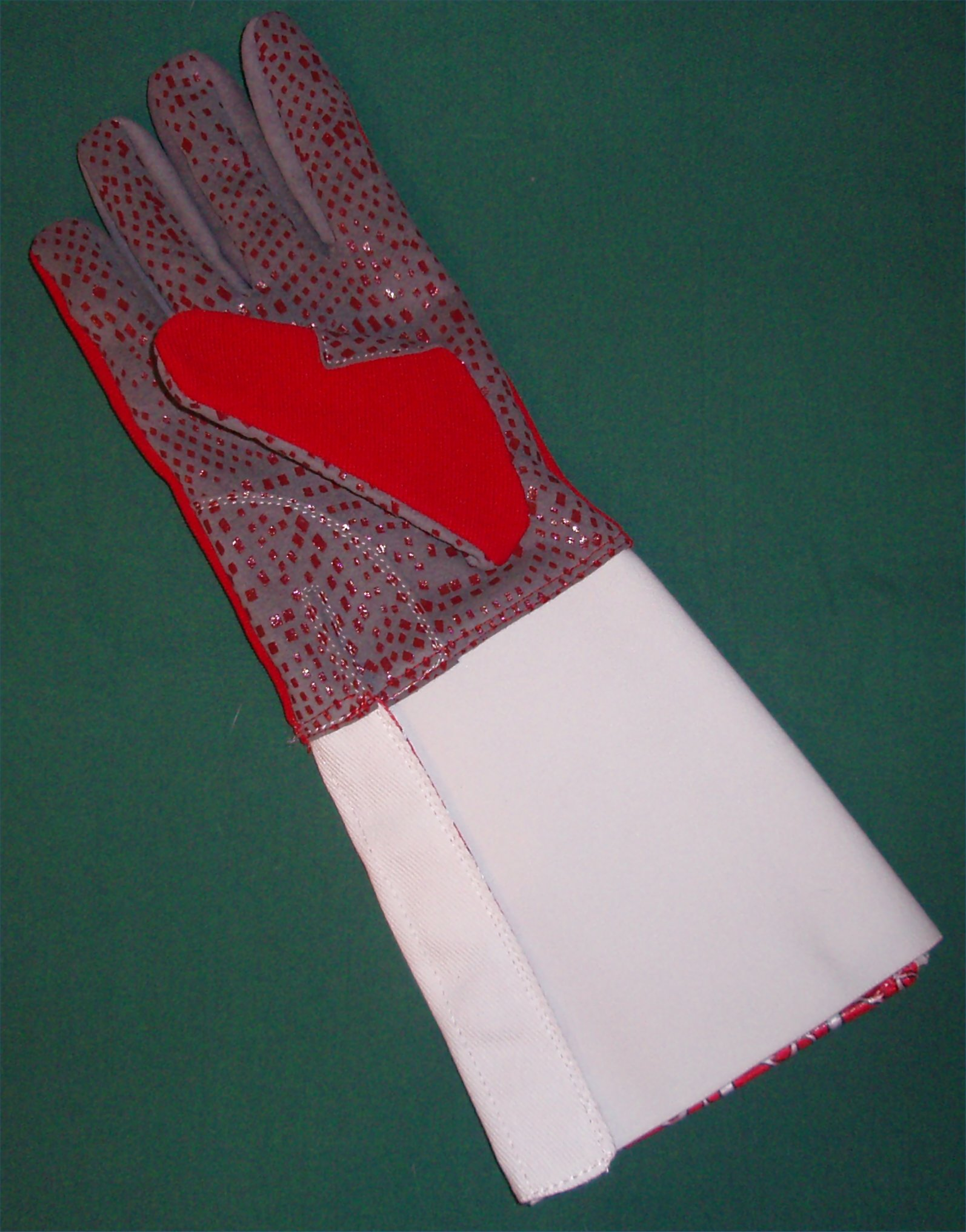
グローブ
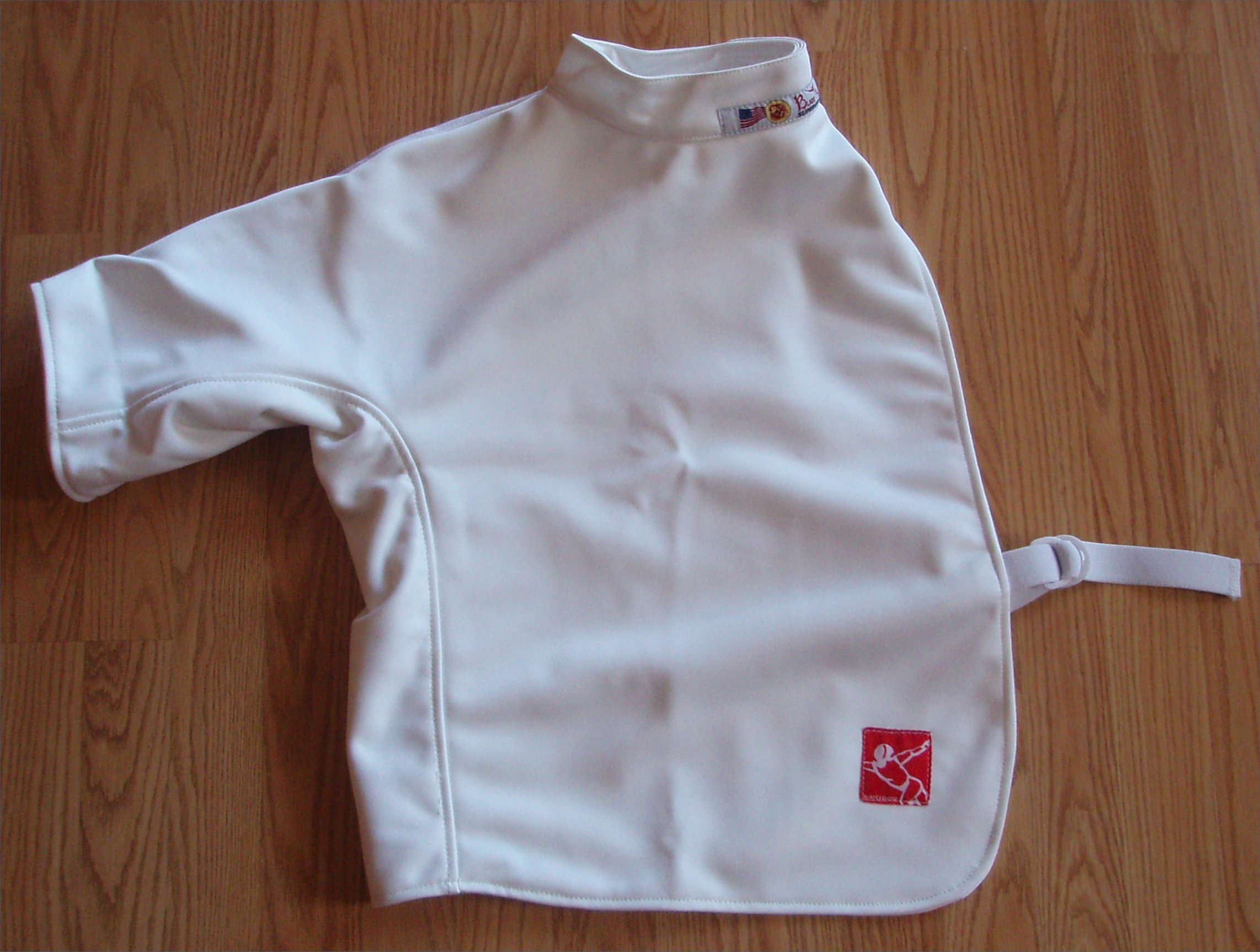
プロテクター（プラストロン）
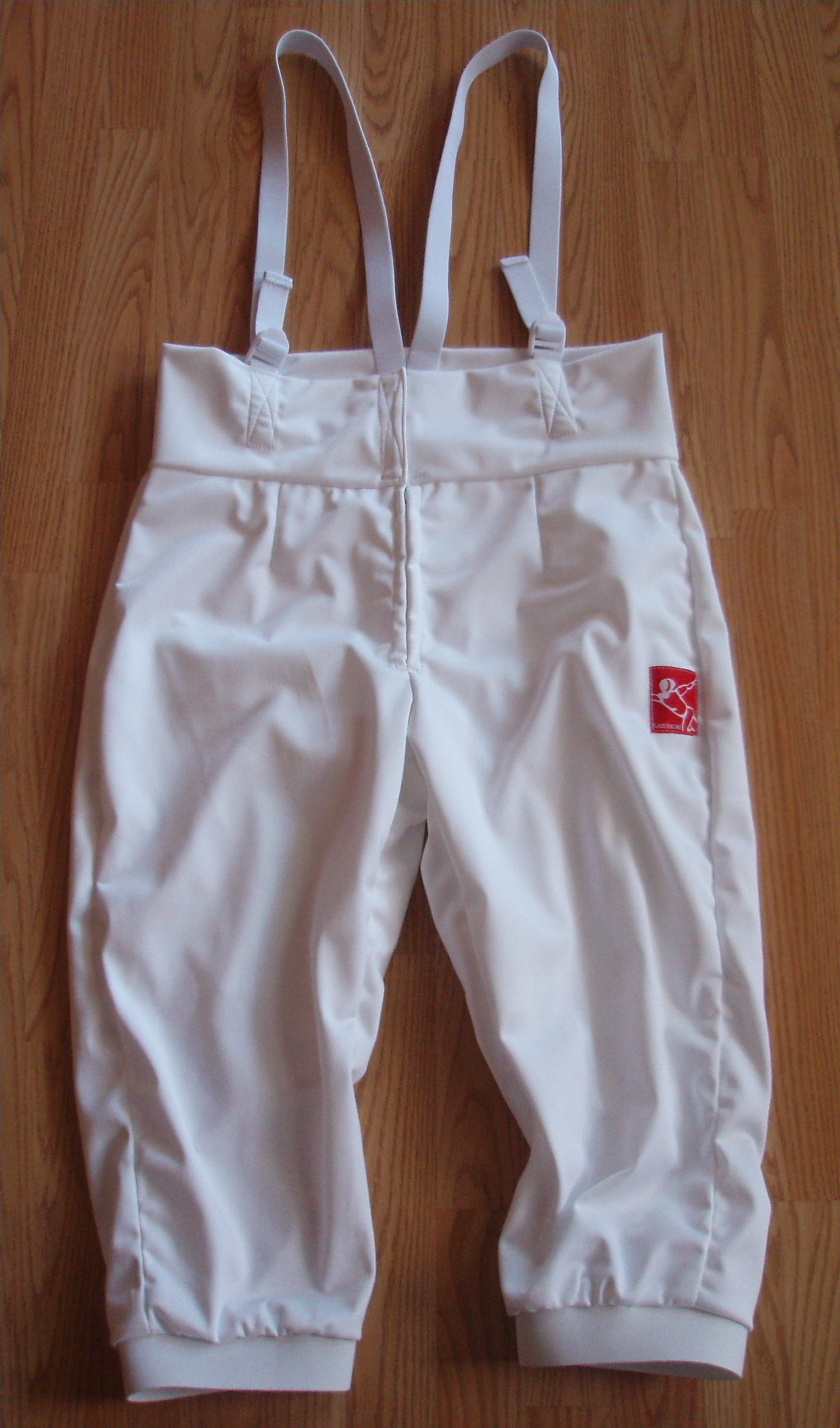
ニッカーズ
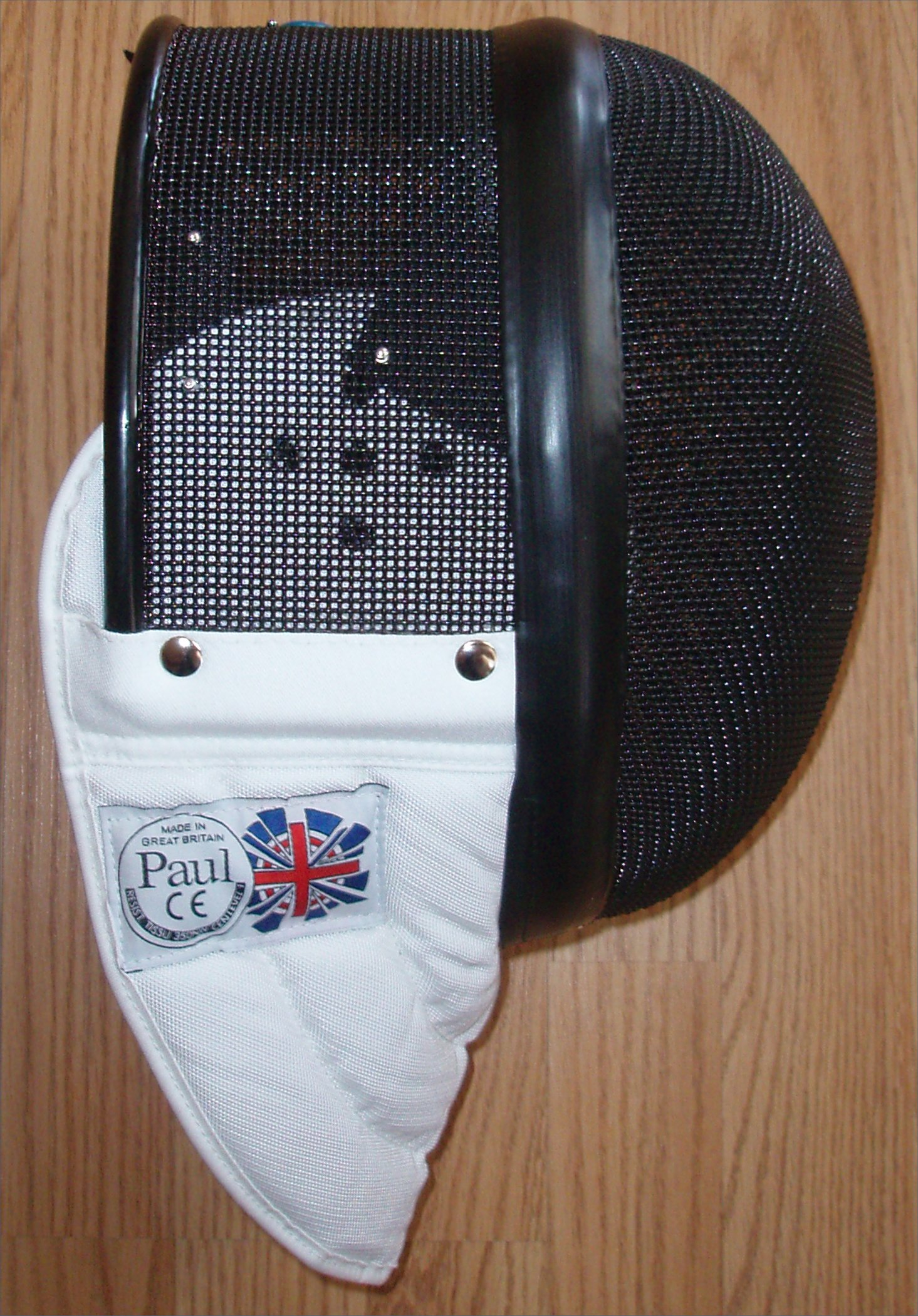
マスク

伝統的にユニフォームは白色である（マスク・メタルジャケットには色のついたものもある。）
- しかし1996年アトランタオリンピックでは各選手の背中に国籍・名前が入るようになった。
- 2000年シドニーオリンピックではこの伝統は無くなり、ユニフォーム・メタルジャケットに所属国を表す色彩・マークがFIEルール上の必須事項として表されるようになった。これは、テレビで見てどこの選手か解るように、ということである。

これらの防具は選手を保護する面で有用である。
- 一時、目の周辺に透明素材（バイザー）を使ったマスクも必須になっていたが、2009年11月に国際大会でバイザーが割れる事故が発生したため、FIEは暫定措置として直ちに透明マスクの使用を禁止し[2]、2010年に恒久化された。

現在の防具の制定のきっかけとなったのは、1980年モスクワオリンピック金メダリストのウラジーミル・ビクトロビッチ・スミルノフの死亡事故である。スミルノフはローマで行われた1982年の世界選手権で西ドイツのマティアス・ベーアの折れた剣がマスクを突き破り、眼窩から前頭葉に突き刺さったことにより脳死状態となり、9日後に死亡した。

## 攻撃権
フルーレとサーブルにおける「攻撃権」とは、先に攻撃したほうが優先権を持つという原則のことである。簡単に言えば、もし攻撃された場合（自分自身が突かれる可能性がある場合）には相手を攻撃せずに、まず自分を守らなければならないということである。
攻撃は、運が悪かった場合や、判断ミス、あるいは防御側の行動によっては、失敗することがある。
- パラード（相手の剣を払うこと）することにより攻撃権は防御側に移り、防御側は相手を攻撃することができる。
  - たとえば、一方の選手が攻撃を行い、もう一方の選手がすぐに反撃して（コントルアタック）双方の攻撃が相手に突きを決めていた場合、先に攻撃した選手の攻撃が有効となり、反撃した選手は間違いを犯したと判定される。
  - しかし、もし攻撃された選手がその攻撃をパラードした後で反撃を行った（リポスト）のであれば、この場合は反撃側に攻撃権が移ったことになり、先に攻撃した選手は防御しなければならないということになる。

現代のスポーツフェンシングにおけるフルーレとサーブルでは、両選手が一定の時間内で同時に突きを決める場合がある。
- この場合、主審（プレジダン）はどちらの側に攻撃権があってどちらの得点になるのかを決定しなければならない。もしそれができない場合は両者の突きは無効と宣言され、試合が再開される。

## 主審
主審は試合の進行役となる。
- 主審は得点、またはタイムキーパーがいない場合は時間の管理、および、突きがどのような順番でなされたのかの判定を行わなければならない。
- 主審はピストの横に位置し、試合経過を観察する。

### 電気審判機
電気審判機は大きな国際および国内試合のすべて、また地方大会のほとんどで使用されている。電気審判機を用いる場合、フルーレとサーブルではさらに別の防具が必要となる。
- フルーレ選手は胴体から足の付け根までを覆う通電されたベスト（メタルジャケット）を着用する。
- サーブル選手は通電されたベスト、および袖とマスクを着用する。
  - どちらの種目でも、選手の剣は有線で結ばれる。
- 相手選手を突くことによって電気回路が閉じてブザーが鳴り、審判に突きが有効であったことを知らせる。

審判は理論上、自由に攻撃権を監視することが可能であり、突きが有効であったかどうかを判定する副審判も不要となる（非利き腕での防御などのルール違反を監視する副審は一定レベル以上の試合、また選手からの要求があった場合必須となる）。
フルーレとエペでは、先端がスイッチ状になって剣身に電線を埋め込んだ剣を用いる。
- 電気サーブルでは、導入当時はセンサーが感知した際にのみ電流が流れるように設定されたが、センサーの不具合の多さにより、非センサー式が導入された。
  - 自分の剣が相手のメタルジャケット、籠手、マスクに触れれば電気回路が成立し電流が流れるシステムである。

有効な「突き」「斬り」を決めた選手の側のピスト外周が発光する。

#### フルーレで「突き」が記録された場合
剣の先端が相手のメタルジャケットに触れ、FIEルール上の規定時間以上に押し下げられることで回路が閉じ、突きがあったことを知らせるようになっている。相手の剣への接触は感知されない。

#### エペで「突き」が記録された場合
剣の先端が押し下げられることで回路が生じ、突きがあったことを知らせるようになっている。相手の剣は絶縁されているので接触しても感知されない。

#### サーブルの場合
剣身まで電気が流れ、相手のメタルジャケット・籠手・マスクにふれた瞬間に回路が生じ、斬り・突きがあったことを知らせるようになっている。相手の剣への接触は感知されない。なお、サーブルはガードの部分で相手の有効面に触れても反応するが、これは反則である。

## 用語
フェンシングの用語はフランス語であり、「マルシェ」は一歩前へ、「ロンペ」は一歩後ろへ、「ファンデヴ」は突くという意味である。他にもマルシェやロンペをほかの技と組み合わせて使用する。他には、「ボンナヴァン」（前に飛ぶ）、「ボンナリエール」（後ろに飛ぶ）、「フレッシュ」（剣を前に突き出して、突進する）などの特殊な技もある。
「アロンジェ」は突く（腕を伸ばす）、「パラード」は剣をはらう（8種類の動作による呼び名がある）、「リポスト」ははらった直後につき返す、「ディガジェ」は剣を回してかわす、という意味である。

## 競技団体
国際的な競技統括団体として、国際フェンシング連盟がある。スポーツとしてのフェンシング、とりわけ国際試合のルールの成文化と管理を目的とした団体である。この設立に先立ち、国際試合が（特にライバル国であるフランス・イタリア間で開催されたことは特筆に価する）開催された。
今日的な視点で見ると、FIEの設立は次の二つを決定的に分断したものであったと言える。
- 「スポーツ的な」フェンシング：独自に決められたルールで行われる試合に勝つことを目的とするもの
- 「伝統的な」フェンシング：護身あるいは公式の決闘の手段としての剣術を探求するもの

## バリエーション

### 車椅子フェンシング
夏季パラリンピックの正式種目。

### ライトセーバー
2018年、フランスのフェンシング連盟が公式種目として採用した。樹脂製の刀身にLEDを仕込んだ競技用のライトセーバーを使用し、円形のピストで競技を行う。頭、腕、足、手先にそれぞれポイントがあり、15点を先取した方が勝利する。攻撃時には剣先を後ろに振りかぶる必要があるなど、フェンシングとは競技特性が異なるが、若い世代の取り込みを狙った種目であるという。また、イタリアではルードスポーツという名前の、競技用ライトセーバーを使った競技がある。

### スマートフェンシング
大日本印刷が開発した、簡易的にフェンシングを体験できる装置。
センサー付きのスポンジ性のサーベルと電導ジャケットを着て、行なう。
2022年とちぎ国体で公開競技でこれを使う競技が行われた。

## 日本におけるフェンシング
世界的、特に発祥の地ヨーロッパでは競技人口の多いスポーツの一つだが、日本ではあまり人気がなく、『uhbスーパーニュース』によると日本においては日本全国で1万人ほどしかいない。フェンシングの部活動を置いている学校も殆ど無く、ある程度の規模の学校に剣道部が大抵置かれているのとは対照的である。
日本で最初にフェンシング競技が導入されたのは、西洋の近代軍人が習得する教養としての剣技を日本陸軍が導入しようと図ったのが最初であり、1884年11月に西郷従道陸軍卿の命により、陸軍戸山学校において教官候補の選抜が始まった記録が残されている。当初の指導はフランス陸軍から派遣された教官によって行われた。
1935（昭和10）年にフランス留学経験をもつ岩倉具清（岩倉具綱の孫）がアルゼンチン臨時代理公使アルトゥーロ・モンテネグロらの後援を得て「日本フェンシング倶楽部」を設立し、その指導により同年法政大学に、翌1936年慶應義塾大学にそれぞれフェンシング部が創設された。同年ベルリン五輪の総会で次期開催地が東京に決まったことにより、「大日本フェンシング協会」（会長・曽我佑邦子爵、理事長・本間喜一。現・日本フェンシング協会）が発足し、東京五輪の競技種目に採用されたことにより各大学でフェンシング部創設が相次いだ（東京五輪は1940年に開催予定だったが戦争により中止となった）。
1937年、剣道家の森寅雄は剣道普及のため渡ったアメリカでフェンシングを学び始め、わずか6か月の練習で全米選手権を準優勝した。オリンピックでメダルを取ることを期待されたが、太平洋戦争勃発により出場はかなわなかった。
太平洋戦争で日本が敗戦し、連合国軍（GHQ）に剣道を禁止された際、代替する競技として考案された撓競技（しないきょうぎ）は、フェンシングを模した防具が使用された。
2008年、北京オリンピック男子フルーレ個人競技で太田雄貴が銀メダルを獲得し、フェンシング競技に於いて日本人初のオリンピックメダルを獲得した。また、同オリンピックでは女子フルーレ個人競技で菅原智恵子が7位に入賞しており、実はこれが日本人選手のフェンシング個人種目における初の入賞でもあった（団体種目では1964年東京オリンピックで男子フルーレ団体競技で4位に入賞している）。
2015年、モスクワでの世界選手権男子フルーレ個人で太田が金メダルを獲得した。フェンシング競技に於いて五輪も含めた世界大会で日本人が優勝したのは初めてである。
2021年に開催された2020年東京オリンピックでは、男子エペ団体においてフェンシングで日本初の金メダルを獲得した。
高校においては剣道ほど普及しておらず、指導者も少ないためフェンシング部がない高校も多い。このため、クラブチームで小中学生や社会人と共に練習する生徒も多い。1980年モスクワオリンピックフェンシング代表だった千田健一（千田健太の父）が監督を務める宮城県気仙沼高等学校や部活奨学金を用意している仙台城南高等学校などの宮城県勢、岐阜県立羽島北高等学校が強豪である。
大学においては、全日本学生フェンシング選手権大会、全日本大学対抗選手権大会、全日本学生個人選手権大会がある。男子は法政大学、中央大学、早稲田大学、日本体育大学、日本大学、専修大学、同志社大学、朝日大学など。女子は日本体育大学、早稲田大学、法政大学、日本女子体育大学、東京女子体育大学、専修大学、立命館大学、同志社大学などで盛んである。
大半の選手は実業団、大学職員、公務員など兼業が主流であるが、三宅諒のように個人でクラブチームを立ち上げる有力選手もいる。2009年4月にNEXUSが実業団を立ち上げている。
日本におけるフェンシングを扱った作品としては、映画『リオの若大将』（1968年公開）がある。また、フェンシング経験者の高城高は複数の小説を執筆している。

## 著名な選手

### 海外
- ホルガー・ニールセン（英語版）：1896年アテネオリンピックのサーブルで銅メダル、同大会の射撃競技でも銀銅2つのメダルを獲得。1898年には現在行われているハンドボールのルールを策定。
- アルド・ナディ（英語版）：1920年夏季オリンピック金・銀メダリスト。古典的な教科書「On Fencing」著者。
- イタロ・ サンテッリ（英語版）：1920年代に「ハンガリアン」スタイルで革命を起こした。
- ジョルジオ・サンテッリ（英語版）：イタロの息子。ニューヨークの Santelli salle 創始者。
- ラズロ・サボ：コーチ育成の体系を作り上げたハンガリー人。
- イムレ・バス：エペの手引書を作成。
- ピーター・ウエストブルック（英語版）：1984年夏季オリンピック銅メダリスト。「Harnessing Anger」著者。
- ボブ・アンダーソン：1952年夏季オリンピック英国代表。ファイト・コレオグラファー。
- トーマス・バッハ - 1976年モントリオールオリンピック金メダリスト。国際オリンピック委員会会長。
- ク・ボンギル（英語版）：韓国代表。2012年ロンドンオリンピック金メダリスト。アジア初の世界選手権男子サーブル団体戦3連覇。

### 日本
- 森寅雄：剣道家。ローマ五輪、1964年東京五輪、メキシコ五輪アメリカ代表コーチ。
- 岡秀子：モントリオール五輪代表、モスクワ五輪（日本は不参加）代表。
- 千田健一：1980年モスクワ五輪フェンシング日本代表、指導者
- 市ヶ谷廣輝：バルセロナ五輪、アトランタ五輪日本代表。太田雄貴は教え子で、全日本選手権で師弟対決が実現。
- 太田雄貴：アテネ、北京五輪フルーレ日本代表。北京五輪では銀メダル（メダル獲得は日本人初）。2015年世界選手権で金メダル（日本人初）。
- 新井祐子：アトランタ、シドニー五輪日本代表。
- 菅原智恵子：アテネ・北京・ロンドン五輪3連続日本代表。北京五輪で女子初の7位入賞。
- 原田めぐみ：アテネ・北京五輪女子エペ日本代表。
- 千田健太：北京五輪フルーレ日本代表。ロンドン五輪団体銀メダリスト。
- 星野敏：1983年の全日本フェンシング選手権大会男子フルーレ個人で優勝。創業したNEXUSに実業団を創設。
- 藤木悠：1951年の全日本フェンシング選手権大会男子エペ個人で優勝。リオの若大将でフェンシングの監修を担当。
- 江村美咲：2022年、2023年のフェンシング世界選手権女子サーブル個人で2連覇。2024年パリ五輪団体銅メダリスト。
- 東晟良：2017年全日本フェンシング選手権大会女子フルーレ個人で史上最年少の18歳で優勝。2020年東京五輪代表、2024年パリ五輪団体銅メダリスト。

## フェンシングを題材とした作品

### 小説
- 賭ける（1974年） - 高城高[10]。
- El maestro de esgrima（1988年） - アルトゥーロ・ペレス＝レベルテ作。
  - （邦訳）フェンシング・マエストロ（2022年） - アルトゥーロ・ペレス＝レベルテ作、高城高訳[11]。
- 函館水上警察（2009年） - 高城高[12]。

### 映画
- リオの若大将（1968年）
- It Takes Two to Fence（ルーマニア語版）（2013年）[13]
- こころに剣士を（2015年）

### 漫画
- タイガー・モリと呼ばれた男（1996年） - 松田尚正、早瀬利之、ミスターマガジン[14]。
- 銀白のパラディン -聖騎士-（2014年 - 2015年） - 岡啓介、週刊少年サンデー。
- DUEL!（2015年 - 2017年） - 藍井彬、ヤングガンガン。
- みなさまエト・ヴ・プレ?（2017年 - 2018年） - 田丸鴇彦、コミックNewtype[15]。
- ロマンスの騎士（2018年 - 2019年） - 武富智、裏サンデー[16]。
- さくらの騎士道（2019年 - ） - 温泉川ワブ、カドコミ[17]。